# When Dream and Day Unite Demos 1987-1989
When Dream and Day Unite Demos 1987-1989 è un bootleg del gruppo musicale statunitense Dream Theater, pubblicato nel 2004 dalla YtseJam Records.

## Descrizione
Si tratta della seconda uscita appartenente al catalogo "Demo Series" e raccoglie alcune registrazioni, effettuate tra il 1987 e il 1989, dei brani che avrebbero successivamente fatto parte di When Dream and Day Unite.
La raccolta è costituita da due dischi: il primo contiene brani registrati nel 1987, suddivise in nove tracce strumentali e tre cantate dal futuro membro del gruppo Charlie Dominici, mentre il secondo racchiude brani registrati nel 1988 e contiene la pre-produzione di sette brani successivamente inseriti in When Dream and Day Unite, oltre ad alcune tracce registrate nel Natale 1988.

## Tracce
CD 1
- Instrumental Demos – 1987

1. Afterlife – 5:23
2. The Killing Hand – 8:04
3. The Ones Who Help to Set the Sun – 7:25
4. Ytse Jam – 5:54
5. Cry for Freedom – 6:45
6. Resurrection of Ernie – 6:44
7. Drum Solo – 1:52
8. A Fortune in Lies – 4:31
9. Only a Matter of Time – 6:26

- Early Charlie Demos – 1987

1. A Fortune in Lies – 5:21
2. Afterlife – 5:40
3. The Ones Who Help to Set the Sun – 7:29

CD 2
- WDADU Pre-Production Demos – 1988

1. A Fortune in Lies – 5:20
2. Afterlife – 5:40
3. Ytse Jam – 5:50
4. Only a Matter of Time – 6:52
5. The Ones Who Help to Set the Sun – 7:34
6. The Killing Hand – 8:25
7. Light Fuse and Get Away (Instrumental Version) – 7:52

- Xmas Demos – 1988

1. To Live Forever – 4:29
2. Mission: Impossible – 1:25
3. Golden Slumbers/Carry That Weight/The End – 6:13
4. O Holy Night – 4:10
5. A Vision '89 – 8:01

## Formazione
Gruppo
- Charlie Dominici – voce
- John Petrucci – chitarra
- John Myung – basso
- Kevin Moore – tastiera
- Mike Portnoy – batteria

Produzione
- Keith Leedham – ingegneria (CD 1: tracce 1–7)
- Dourg Oberkircher – mastering